# Форбс, Джордж, 4-й граф Гранард
Джордж Форбс, 4-й граф Гранард (англ. George Forbes, 4th Earl of Granard; 15 марта 1710 — 16 октября 1769) — англо-ирландский военный и политик.

## Происхождение
Родился 15 марта 1710 года. Старший сын Джорджа Форбса, 3-го графа Гранарда (1685—1765), от его жены Мэри Стюарт (1677—1755), дочери Уильяма Стюарта, 1-го виконта Маунтджоя . Будучи наследником графства, он был носил титул учтивости — виконт Форбс с 1734 по 1765 год.

## Карьера
В [1726 год]у Джордж Форбс поступил на службу в британскую армию. Он сражался в битве при Тулоне в 1743 году против франко-испанского флота. С 1754 по 1757 год — генерал-квартирмейстер в Ирландии. В 1756 году он был назначен подполковником Танжерского полка, затем в том же году стал полковником 76-го пехотного полка. В 1759 году его произвели в генерал-майоры, в 1761 году он был переведен в полковники 29-го пехотного полка. В 1765 году он получил чин генерал-лейтенанта.
Джордж Форбс заседал в Ирландской палате общин от Маллингара с 1749 по 1765 год. Губернатор графства Лонгфорд с 1756 года и хранитель рукописей (Custos Rotulorum) графства Лонгфорд с 1765 по 1769 год.
4 октября 1765 года после смерти своего отца Джордж Форбс унаследовал титулы 4-го графа Гранарда (Пэрство Ирландии), 4-го виконта Гранарда из графства Лонгфорд (Пэрство Ирландии), 4-го барона Клэнхью из графства Лонгфорд (Пэрство Ирландии) и 5-го баронета Форбса из замка Форбс в графстве Лонгфорд.

## Личная жизнь
16 июля 1736 года Форбс женился на своей кузине Летиции Дэвис (? — 19 мая 1778), дочери ирландского политика Артура Дэвиса из Хэмпстеда и его жены Кэтрин Стюарт, дочери 1-го виконта Маунтджоя. У них был один сын:
- Джордж Форбс, 5-й граф Гранард (2 апреля 1740 — 16 апреля 1780), который в 1759 году женился на Доротее Бэйли. Она была второй дочерью сэра Николаса Бэйли, 2-го баронета, и Кэролайн Пэджет (дочь и наследница бригадного генерала Томаса Пэджета, губернатор Менорки). После смерти Доротеи в 1764 году Джордж Форбс вторым браком женился на леди Джорджиане Августе Беркли, старшей дочери Огастеса Беркли, 4-го графа Беркли[3].

Лорд Гранард скончался 16 октября 1769 года, и ему наследовал графство его единственный сын Джордж.